# 아프간 사회민주당
아프간 멜라트(파슈토어: افغان ملت "Affān Mellat")로 알려진 아프간 사회민주당(--- 社會民主黨)은 아프가니스탄의 파슈툰 내셔널리즘 정당이다. 논쟁의 여지 없이, 당 지도부는 공식 이념을 사회 민주주의라고 정의하지만 사회주의 인터내셔널은 이를 인정하지 않는다. 당의 현재 지도자는 스타나굴 셰르자드이며 2012년 10월 3일에 열린 제6차 회의 이후에 새로운 지도자가되었다.